# Sarcoptiformes
Sarcoptiformes là một bộ động vật thuộc phân lớp Acari.

## Phân loài
Phân bộ Endeostigmata
- Cohort Bimichaeliina (Bimichaeloidea)
- Cohort Nematalycina (Nematalycoidea)
- Cohort Terpnacarina
  -     -       - Oehserchestoidea
      - Terpnacaroidea
- Cohort Alicorhagiina (Alicrhagioidea)

Phân bộ Oribatida
- Siêu cohort Palaeosomatides
  -     -       - Archeonothroidea
      - Palaeacaroidea
      - Ctenacaroidea
- Siêu cohort Enarthronotides
  -     -       - Hypochthonioidea
      - Prothoplophoroidea
      - Brachychthonoidea
      - Atopochthonioidea
- Siêu cohort Parhyposomatides (Parhypochthonioidea)
- Siêu cohort Mixonomatides
  -     -       - Phthiracaroidea
      - Euphthiracaroidea
      - Lohmannioidea
      - Eulohmannioidea
- Siêu cohort Desmonomatides
  - Cohorte Nothrina
    -       - Crotonioidea
      - Malaconothroidea
      - Nanhermannioidea
      - Hermannioidea

  - Cohort Brachypylina
- Siêu cohort Pycnonoticae
  -     -       - Hermannielloidea
      - Neoliodoidea
      - Plateremaeoidea
      - Gymnodamaeoidea
      - Damaeoidea
      - Polypterozetoidea
      - Cepheoidea
      - Charassobatoidea
      - Microzetoidea
      - Zetorchestoidea
      - Gustavioidea
      - Eremaeoidea
      - Amerobelboidea
      - Eremelloidea
      - Oppioidea
      - Trizetoidea
      - Otocepheoidea
      - Carabodoidea
      - Tectocepheoidea
      - Hydrozetoidea
      - Ameronothroidea
      - Cymbaeremaeoidea

    - Siêu cohort Poronoticae
      - Licneremaeoidea
      - Phenopelopoidea
      - Unduloribatoidea
      - Limnozetoidea
      - Achipterioidea
      - Oribatelloidea
      - Ceratozetoidea
      - Zetomotrichoidea
      - Oripodoidea
      - Galumnoidea

  - Cohort Astigmatina
    - Siêu cohort Acaridia
      - Schizoglyphoidea
      - Histiostomatoidea
      - Canestrinioidea
      - Hemisarcoptoidea
      - Glycyphagoidea
      - Acaroidea
      - Hypoderoidea
      - Sarcoptidae
        -  Sarcoptes scarbei

    - Sous-Cohorte Psoroptidia
      - Pterolichoidea
      - Freyanoidea
      - Analgoidea
      - Pyroglyphoidea
      - Psoroptoidea